# Gàaix
El mont Gàaix es troba a la regió muntanyosa que havia pertangut a la tribu d'Efraïm. Es menciona diverses vegades a la Bíblia, i se'l descriu com un lloc amb moltes valls i torrents.
Josuè, el fill de Nun, va ser enterrat a la seva propietat, a les muntanyes d'Efraim, vora el mont Gàaix.
Hurai, que provenia dels "barrancs de Gàaix" va ser un dels membres de la tropa coneguda com els Herois de David, que van ajudar-lo a conquerir Jebús, que més endavant es va convertir en la ciutat de Jerusalem.